# نزاع الغوطة الشرقية بين المعارضة (أبريل–مايو 2017)
كان نزاع الغوطة الشرقية بين المعارضة (أبريل–مايو 2017) صراعا مسلحا بين هيئة تحرير الشام وفيلق الرحمن، من جهة، وجماعة جيش الإسلام من جهة أخرى، التي وقعت في الأراضي التي تسيطر عليها المعارضة في شرق دمشق. كما أن الصراع المفتوح بين الجماعات وقع قبل عام بالضبط، وذلك قبل تنفيذ وقف إطلاق النار.

## النزاع
في 28 أبريل، رددت أصوات القتال الشديد في العديد من ضواحي الغوطة الشرقية، حيث هاجم مقاتلو جيش الإسلام قوات هيئة تحرير الشام وفيلق الرحمن. وزعم جيش الإسلام أن هذا حدث بسبب قيام هذه الجماعات بمنع قوافلها من تعزيز ضاحية القابون). وفي اليوم نفسه، أفاد المرصد السوري لحقوق الإنسان بأن 40 مقاتلا من جميع المقاتلين من جميع الأطراف قتلوا في الاشتباكات، بما في ذلك أمير هيئة تحرير الشام في عربين. وفي 29 أبريل، اقتحم مسلحون ملثمون مستشفى تديره منظمة أطباء بلا حدود في حزة وأجبر منظمة أطباء بلا حدود على تعليق أنشطتها في المنطقة. وفي 30 أبريل، أعلن جيش الإسلام أنه يشن عملية واسعة النطاق ضد تحرير الشام وحذر المقاتلين المنتمين إلى فيلق الرحمن من أن لا يدعمهم، حتى ذلك اليوم، قتل 95 شخصا أثناء الاقتتال، وفقا للمرصد السوري لحقوق الإنسان. ومع ذلك، ففي اليوم نفسه، اقتحم مقاتلو تحرير الشام المتحالفين مع فيلق الرحمن وأحرار الشام، وبعد اشتباكات مكثفة، استولوا على بلدتي جسرين وحزة. وفي اليوم نفسه، تظاهر نحو 3,000 ساكن في عربين ضد الاقتتال. وأطلق مقاتلو جيش الإسلام النار على المحتجين مما أسفر عن مقتل طفل وإصابة 14 آخرين.
خلال اليوم الأول من شهر مايو، دخل مقاتلو جيش الإسلام بلدة زملكا، ودخلوا في اشتباكات ضارية مع قوات فيلق الرحمن وتحرير الشام. وبحلول اليوم نفسه، قتل أكثر من 120 شخصا في القتال. وفي 3 مايو، استعاد مقاتلو جيش الإسلام بلدة بيت سوا من فيلق الرحمن، خلال نفس اليوم الذي قاموا فيه أيضا بإبرام اتفاق مع الجيش السوري، دخلت فيه 51 قافلة مساعدات في مقابل إطلاق جيش الإسلام سراح المئات من مواطني سوريا العلويين الذين استولت الجماعة عليهم طوال سنوات.
وفي 4 مايو، استعادت تحرير الشام وفيلق الرحمن أجزاء كبيرة من عربين من جيش الإسلام. وفي اليوم التالي، أعلنت جماعة جيش الإسلام إنهاء عملياتها القتالية ضد تحرير الشام.
وفي 8 مايو، أعلن جيش الإسلام مرة أخرى الحرب على تحرير الشام وفيلق الرحمن، مع استئناف الاشتباكات. وفي 8 مايو 2017 أيضا، انضمت ألوية المجد إلى فيلق الرحمن بعد أن حاصرت فيلق الرحمن مقر قيادتها في حمورية قبل يومين.
وفي 11 مايو، أغار فيلق الرحمن على مقر أحرار الشام في عربن واعتقل 15 من مقاتليها. وأعقب ذلك اشتباكات. وفي اليوم نفسه، أعلنت لواء فجر الأمة انضمامها إلى أحرار الشام. وبعد ذلك بيومين، قام مقاتل من فيلق الرحمن بمهاجمة مركز طبي في المليحة وفتح النار على الناس في الداخل. وأصيب عامل طبي بطلق ناري وأصيب بجروح. وفي 15 مايو، هاجم مقاتلو جيش الإسلام قواعد تحرير الشام وفيلق الرحمن في بيت سوا والأشعري فبدأت عمليات تبادل نيران كثيفة. وفي اليوم نفسه، أحرز جيش الإسلام أيضا تقدما ضد فيلق الرحمن في ضواحي مدينة حمورية، مع سقوط عدد كبير من الضحايا في كلا الجانبين.
وفي 30 مايو، اندلعت جولة جديدة من الاشتباكات بين الفصائل المتحاربة، حيث استولى جيش الإسلام على مزارع الأشعري من تحرير الشام وفيلق الرحمن. وفي اليوم التالي، حاول جيش الإسلام تأمين منطقة الأشعري بشكل كامل، ولكن هجوما مضادا من جانب فيلق الرحمن أجبر جيش الإسلام على التراجع عن مزارع الأشعري. وزعمت وسائل الإعلام الموالية للحكومة أن جيش الإسلام لجأ إلى نشر المقاتلين الأطفال ضد جماعات متنافسة في جيب الغوطة الشرقية، حيث قتل ما لا يقل عن اثنين من المقاتلين دون 16 عاما خلال الاشتباكات في مزارع الأشعري.

## بعد
في 6 يونيو، تمكن الجيش السوري من قطع طريق تل فرزات-النشابية لإمداد جيش الإسلام، مما زاد من تعقيد حالته. وبعد ذلك بشهر، قرر جيش الإسلام استخدام الوضع الذي خلقه هجوم الجيش السوري في جوبر وعين ترما، مما أدى إلى تحويل فيلق الرحمن وتحرير الشام مقاتليها لمحاربة الجيش السوري، لاقتحام مواقع المعارضة المذكورة في بلدتي بيت سوا والأشعري.
وفي 22 يوليو 2017، أعلنت وزارة الدفاع الروسية أنه تم توقيع اتفاق لوقف التصعيد في الغوطة الشرقية في القاهرة في أعقاب محادثات جرت بين مسؤولين عسكريين روس وجيش الإسلام.
في 6 أغسطس 2017، انشق 120 من مقاتلي أحرار الشام في عربين إلى فيلق الرحمن بعد خلافات داخلية. اتهمت أحرار الشام فيلق الرحمن بالاستيلاء على أسلحتهم، في حين اتهم فيلق الرحمن أحرار الشام بمحاولتهم لتنفيذ تجربتهم «الفاشلة» من شمال سوريا في الغوطة الشرقية. تردد أن تحرير الشام قد انحازت إلى أحرار الشام ضد فيلق الرحمن خلال الاشتباكات. وفي 9 أغسطس، تم تنفيذ اتفاق لوقف إطلاق النار بين فيلق الرحمن وأحرار الشام.
في 16 أغسطس، وقع ممثل عن فيلق الرحمن وممثل روسي اتفاقا في مدينة جنيف يقضي بإدراج اسم فيلق الرحمن في منطقة إنهاء التصعيد في الغوطة الشرقية، ليدخل حيز النفاذ في الساعة 21:00 من يوم 18 أغسطس.
أفاد المرصد السوري لحقوق الإنسان بأن القصف الحكومي استؤنف في الغوطة الشرقية في 27 سبتمبر 2017.
في فبراير 2018، شن الجيش السوري عملية لطرد المعارضة من المنطقة. وفي أوائل مارس 2018، استولى الجيش السوري على 59 في المائة من جيب الغوطة الشرقية. وفي 7 أبريل 2018، أفيد بأن ما لا يقل عن 48 شخصا قتلوا في هجوم كيميائي في دوما، مما أدى إلى رد فعل مسلح من جانب الولايات المتحدة وفرنسا والمملكة المتحدة. وفي 14 أبريل 2018، أعلن الجيش السوري رسميا أن الغوطة الشرقية خالية من المسلحين، وتأمينها تحت سيطرة الحكومة.